# Siegfried Bendixen
Siegfried Detlev Bendixen (Kiel, 25 novembre 1786 – Londra, 1864) è stato un pittore e litografo tedesco.

## Biografia
Nato nel Ducato di Holstein, a quel tempo stato del Sacro Romano Impero, dove il monarca danese Cristiano VII di Danimarca regnava come duca, Bendixen ricevette le sue prime lezioni nel 1802 come assistente del pittore di affreschi Giuseppe Anselmo Pellicia nella tenuta di Emkendorf. Dopo un'ulteriore formazione a Kiel e Amburgo e un soggiorno in Italia, studiò all'Kunstakademie di Dresda nel 1809 e all'Accademia delle belle arti di Monaco di Baviera nel 1810 nella classe di pittura storica. Durante un soggiorno a Parigi dal 1811 al 1812, reso possibile dal sostegno del conte Friedrich Karl von Reventlow, il 9 ottobre 1811 entrò nello studio di insegnamento di Jacques-Louis David, rimanendovi iscritto fino alla fine del maggio 1812.
Nel 1813 Bendixen si stabilì ad Amburgo prima di trasferirsi a Londra nel 1832. Su raccomandazione di Friedrich Johann Lorenz Meyer lavorò inizialmente come insegnante di disegno nelle scuole gestite dalla Società Patriottica del 1765 (Patriotische Gesellschaft von 1765). Nell'indirizzario di Amburgo è elencato nell'edizione del 1816 come "ritrattista" con l'indirizzo "Königstr. 242 M.10", nell'edizione del 1820 come "pittore artistico" con l'indirizzo "kl. Drehbahn no 345 P.10" e nell'edizione dell'anno 1823 con l'indirizzo "Valentinskamp no 275". Altre fonti asseriscono che in questa "sua casa (Valentinskamp no 275)" Bendixen aveva aperto un'accademia "molto caritatevole" di disegno "in associazione con diversi artisti locali".
Tra i suoi allievi più noti c'erano:
- Victor Emil Janssen, anni di apprendistato 1823-1824
- Carl Koch, anni di apprendistato 1823-1826
- Christian Morgenstern, anni di apprendistato 1824-1827
- Marcus Haeselich
- Wilhelm Friedrich Wulff
- Henri Lehmann
- Louis Gurlitt, anni di apprendistato 1828-1832
- Julius Hintz
- August Jancke

Nel 1822, Bendixen sarebbe entrato in possesso di numerosi dipinti e disegni a mano della collezione dell'avvocato e collezionista d'arte Carl Friedrich Schmidt, che vendette nel tempo.

## Significato e opere
Bendixen è un importante esponente di temi storici, in particolare come primo pittore di monumenti preistorici nella Germania settentrionale. Ha prodotto, tra l'altro, tre incisioni dei tumuli megalitici (Großsteingrab) vicino a Volksdorf e, nel 1821 e 1822, una serie di litografie che raffigurano antichità di proprietà della Società Patriottica di Altona.
Il suo dipinto Weihnachten 1813 (Natale 1813), donato nel 1817 dall'Ufficio dei Mugnai di Amburgo e dalla loro Confraternita di San Martino, può essere visto ancora oggi su un pilastro tra la navata sud e quella principale della chiesa principale di Amburgo, San Petri. Mostra gli abitanti di Amburgo che non erano riusciti a reperire provviste sufficienti durante l'occupazione francese e sono stati quindi radunati a St. Petri la vigilia di Natale prima di essere cacciati dalla città all'alba. Bendixen disegnò anche il modello per un'incisione dell'epitaffio eretto dalla Società Patriottica del 1765 nel 1815 per i 1138 espulsi che morirono di "gelo, fame, miseria ed epidemie" e furono sepolti in fosse comuni a Ottensen.
Sempre di Siegfried Bendixen è la raffigurazione a grandezza naturale di sant'Ansgario, completata nel 1826, modellata sulla tavoletta votiva di San Pietro creata da Hans Bornemann intorno al 1457, che è stata restaurata e reinstallata nella chiesa della Santissima Trinità (St. Trinitatis) ad Amburgo-Altona dal 2006.
Nella chiesa di San Pietro (St.-Peter-Kirche) di Krempe è conservata una pala d'altare, realizzata da Bendixen nel 1832, raffigurante la Cena in Emmaus.

## Galleria d'immagini

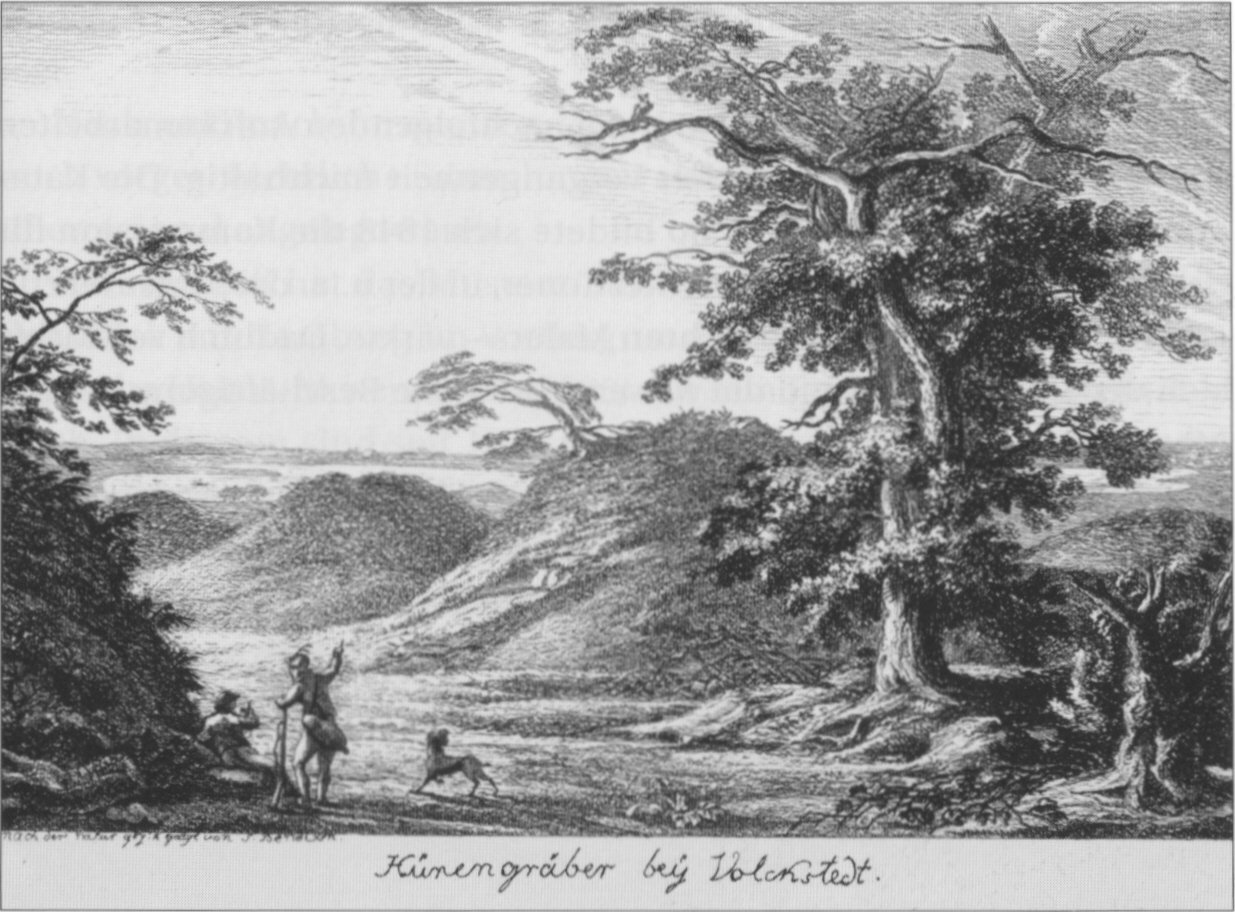
Hünengräber bey Volckstedt (Tumuli vicino a Volckstedt) (Amburgo-Volksdorf), non datato
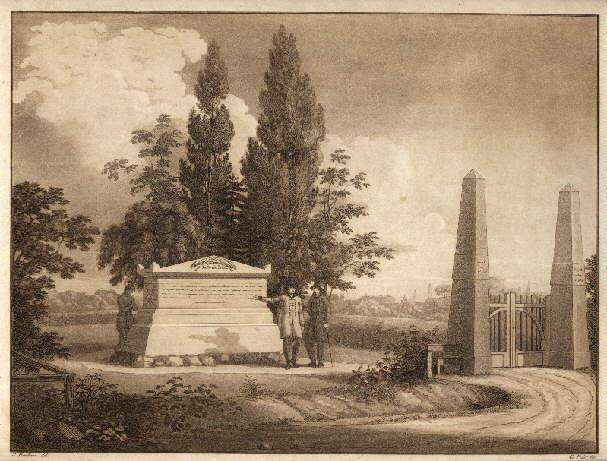
Epitaffio degli amburghesi espulsi
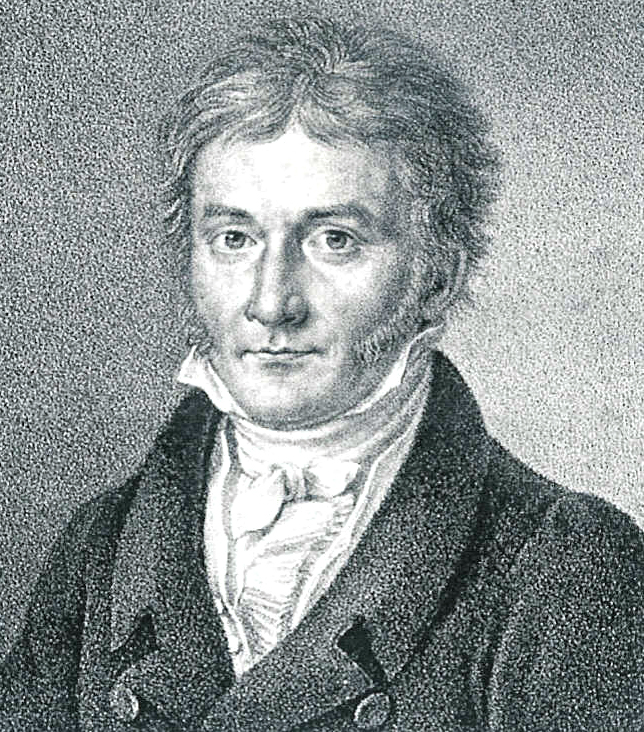
Carl Friedrich Gauss (1828)
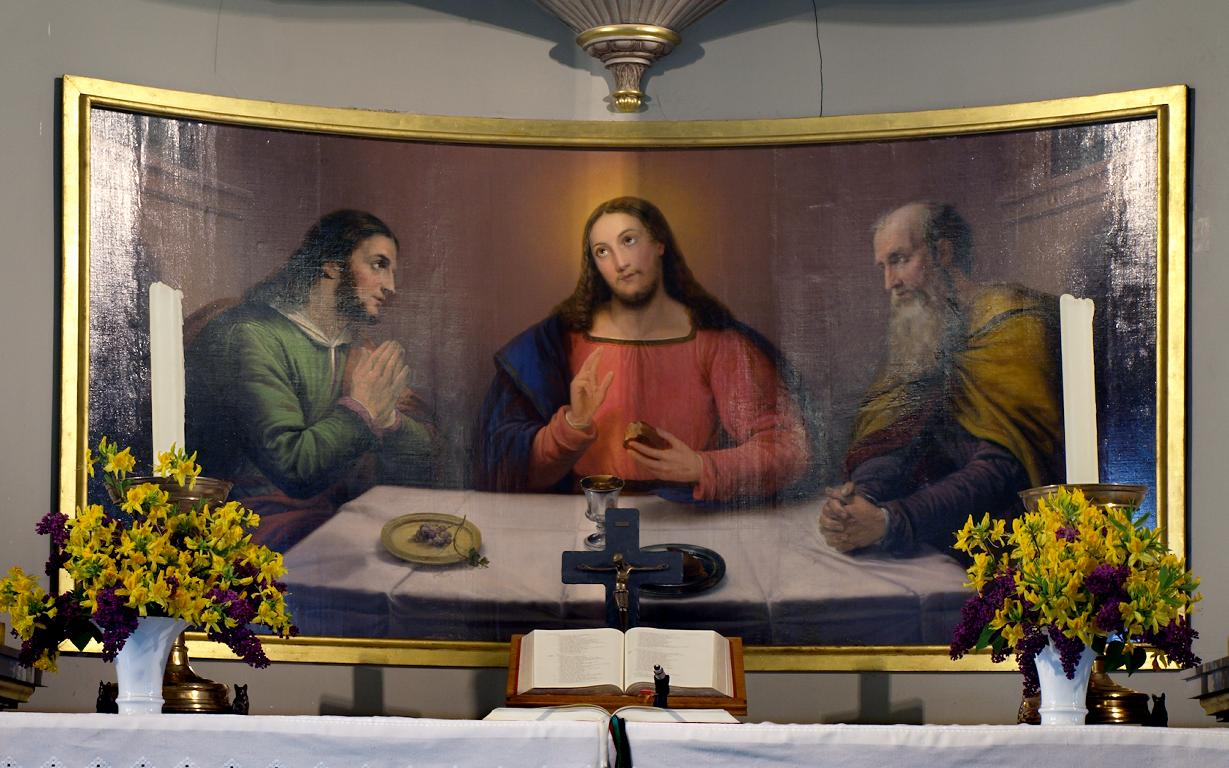
Emmausszene (Cena in Emmaus) (1832) Pala d'altare, chiesa di San Pietro (St.-Peter-Kirche) di Krempe
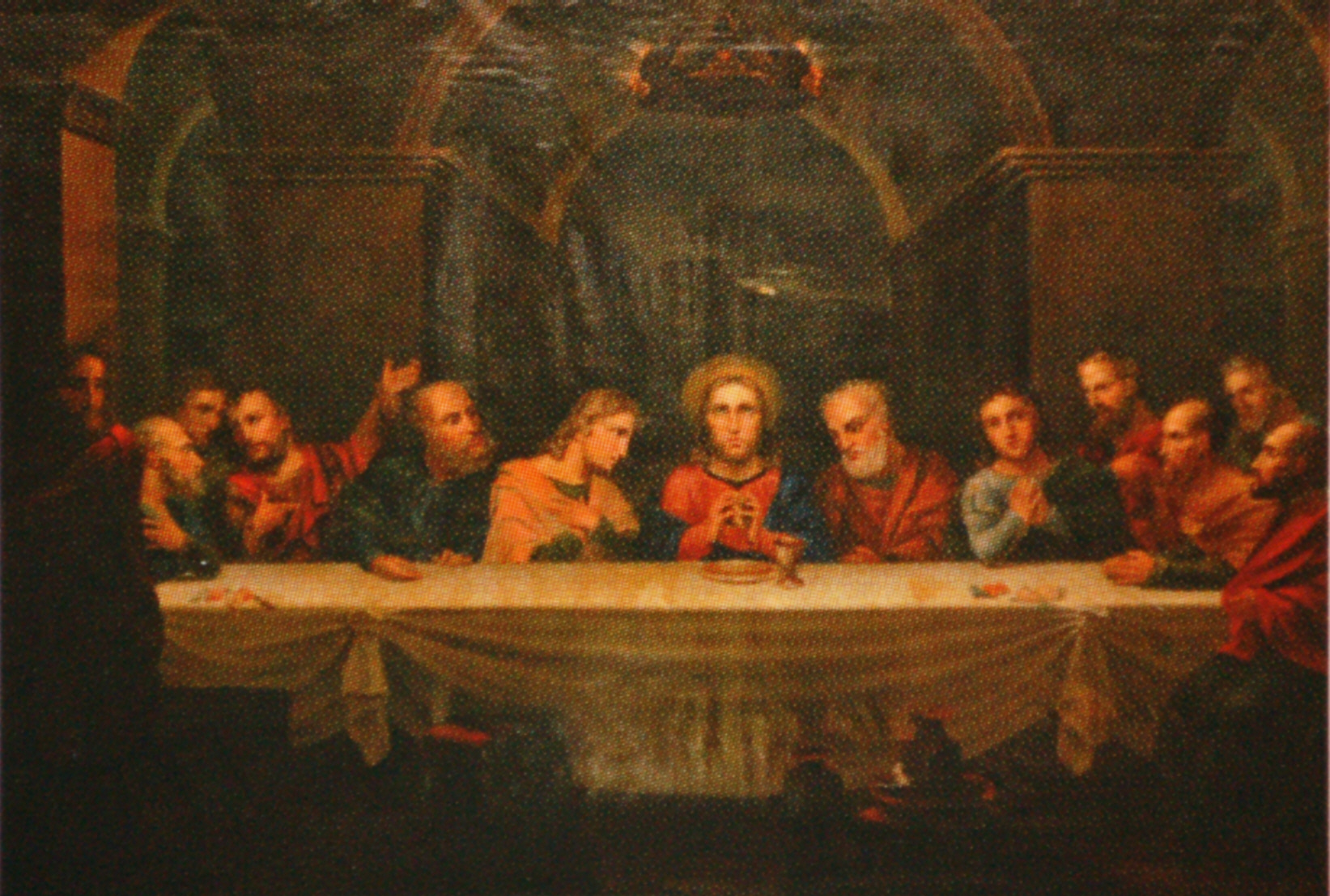
Das heilige Abendmahl (La Santa Comunione) (ca. 1800), chiesa del monastero di Uetersen

## Altre opere
- Friedrich August König von Sachsen, bez.: Nach der Natur gemalt von C. Vogel, 1823, Lithografie, Blattgröße 24,5 × 22 cm, polona.pl, Polnische Nationalbibliothek
- Johann Wolfgang von Goethe, bez.: C. Vogel/S. Bendixen, Maße unbekannt, um 1824 (King’s College London, Archives Mond I/a/7)
- Friedrich Johann Lorenz Meyer, bez.: Nach einer Zeichnung von Gröger/auf Stein von Bendixen (Der Hamburgischen Gesellschaft zur Beförderung der Künste und nützlichen Gewerbe an ihrem 54.ten Stiftungstage den 10ten October 1818./Hamb.g. Steindruck./ehrerbietigst gewidmet von Siegfried Bendixen), Blattgröße k. A., (resolver.sub.uni-hamburg.de, Staats- und Universitätsbibliothek Hamburg)

## Mostre (selezione)
- 2019: Hamburger Schule – Das 19. Jahrhundert neu entdeckt (dal 12 aprile al 14 luglio), Hamburger Kunsthalle